# 심상정
심상정(沈相奵, 1959년 3월 28일~)은 대한민국의 정치인이다. 제17·19·20·21대 국회의원을 지냈다.
2004년 제17대 국회의원 선거에서 민주노동당의 비례대표의원으로 당선되면서 초선 국회의원을 역임하였고, 2007년 제17대 대통령 선거 민주노동당 경선에서 아깝게 권영길 후보에 밀려 2위로 낙선하였으나 2008년 민주노동당 비상대책위원장을 지내던 중 탈당하고 진보신당을 창당하여, 노회찬 등과 진보신당 공동대표를 맡았다는 점 또 이정희, 유시민 등과 통합진보당을 창당하여 통합진보당의 공동대표를 지냈으나 부정 경선 사건이 발생한 이후 통합진보당을 탈당해 정의당의 창당에 참여했다.
2012년 제19대 총선에서 경기 고양 덕양갑 선거구에 출마하여 제19대 국회의원 재선에 당선되었고 그 해에 제18대 대통령 선거 진보정의당 후보로 선출되었지만, 문재인 후보를 지지하고 중도 사퇴하였다. 2015년 7월 제3대 정의당 대표로 선출되었다. 2016년 제20대 총선에서 경기 고양 갑 선거구에 출마하여 제20대 국회의원 3선에 당선되었다. 2017년 제19대 대통령 선거 정의당 후보로 선출되었지만 5위로 낙선하였다. 2019년 7월 제5대 정의당 대표로 선출되었다. 2020년 제21대 총선에서 경기 고양 갑 선거구에 출마하여 제21대 국회의원 4선에 성공하였다. 2021년 10월 12일 제20대 대통령 선거 정의당 후보로 선출되었으나, 3위로 낙선하였다.

## 학력
- 서울대조국민학교 졸업
- 충암중학교 졸업
- 명지고등학교 졸업
- 서울대학교 사범대학 역사교육과 학사

## 생애

### 구로동맹파업
1980년 서울대학교 최초로 총여학생회를 창설하고, 서울대학교 초대 총여학생회장이 되었다. 그 해에, 위장취업으로 구로공단으로 취업해 노동조합을 조직하는 등 노동운동을 펼쳤다. 대우어패럴 미싱사로 일하면서 노동조합을 결성하였고, 1985년 6월 전두환 군사독재정권 시기 최초의 정치적 연대파업투쟁인 구로동맹파업에 나섰다.
구로동맹파업은 한국전쟁 이후 대한민국에서 일어난 최초의 동맹파업이었다. 1970년대부터 이어져 온 대한민국의 고속 성장의 이면에는 열악한 노동환경에서 장시간 노동하면서도 저임금에 시달리던 노동자의 희생이 있었고, 1980년대 초에도 이러한 상황은 달라지지 않고 있었다. 당시 노동자들은 노동조합을 결성하는 것만으로도 사상이 불온한 자로 낙인찍혔으며 노동조합과 관련되어 해고될 경우 블랙리스트에 올라 다른 직장을 구하는데에도 차별을 받았다. 1983년부터 구로공단의 노동자들은 여러 사업장에서 이러한 상황을 개선하고자 민주노동조합을 결성하기 시작하였다.
파업은 자본가들과 결탁한 구사대의 폭력과 경찰의 탄압 속에 1주일만에 끝났다. 이 사건으로 44명의 노동자가 구속되고 1천여명의 노동자가 해고되었다.1984년 노조결성 및 쟁의로 수배 중이었던 심상정은 구로동맹파업으로 인해 주동자로 지명수배되었다. 당시 상황을 심상정은 이렇게 회고 하고 있다.
| “ | 파업 닷새쯤 되던 날 텔레비전 9시 뉴스를 보던 중 화면에서 "1계급 특진, 현상금 5백만원"이 걸린 내 얼굴을 보았다. 그것은 내가 언론과 처음으로 맺은 인연이었다.……당시 나는 국가보안법 위반혐의까지 걸려 있었다. 붙잡히면 물고문, 전기고문 등 극악한 인권 탄압이 횡행하던 시절이었다. | ” |
|   | — 심상정 |   |

심상정은 구로동맹파업으로 1993년까지 10년간 수배되었으며, 1993년 징역 1년에 집행유예 2년을 선고받았다. 한편 2001년 2월 대한민국 정부는 구로동맹파업을 민주화운동으로 인정하고 관련자들의 명예를 회복하였다.

#### 서울노동운동연합
구로동맹파업 이후 심상정은 조직적인 민주노조운동에 나섰다. 구로동맹파업에 대한 정권의 탄압으로 개별 기업 단위 노동조합만으로는 노동기본권을 지키는 것이 힘들다는 판단 하에 1985년 8월 심상정은 기업 단위 노동조합을 뛰어넘는 대중 정치 조직으로서 '서울노동운동연합(이하 서노련)' 창립에 함께 하였다. 서울노동운동연합은 노동조합의 교육과 군사독재에 저항하는 민주화운동을 전개하였으며 1986년 5월 1일 구로공단에서 노동절 기념집회를 주도하였다.
1986년 5월 4일 전두환 정권은 서울노동운동연합을 국가보안법에 의한 반국가단체로 규정하고 이들을 연행하였다. 전두환 정권은 수사관할권이 없는 보안사령부를 동원하여 관련자를 구속하고 고문과 같은 가혹행위로 조직사건을 만들어내었다. 이로 인해 서울노동운동연합은 사실상 해체되었다. 심상정은 체포를 피해 수배생활을 계속했다.

#### 전국노동조합협의회
서울노동운동연합의 와해 이후에도 노동운동은 끊임없이 민주화와 노동권의 확보를 위한 노력을 계속하였다. 심상정은 1988년 전국노동운동단체협의회 결성에 참여하였고, 1990년 전국노동조합협의회가 창립되자 쟁의국장과 조직국장을 역임했다.
1990년 1월 22일 전국노동조합협의회는 수원의 성균관대학교 자연과학캠퍼스에서 창립대의원대회를 열고 단병호를 초대 위원장으로 선출하였다. 원래 서울대학교에서 열려고 하였던 이 대회는 노태우 정권이 경찰을 동원하여 원천봉쇄하여 수원에서 열리게 되었으며 창립 행사가 끝나자마자 130여명의 노동자가 연행되었다.
한편, 심상정은 전국노동조합협의회의 창립일 하루 전 경찰에게 연행되어 창립식에 참석하지 못하였다. 경찰서에서는 10년의 수배 생활을 해온 노동운동의 거물이 잡혔다며 "얼굴좀 보자"고 경찰들이 몰려들었고 창립식은 텔레비전으로 보아야 했다. 심상정은 불구속으로 기소되어 1993년 법정에 섰다. 선고 공판이 있는 날 심상정은 만삭의 몸이었다. 판사는 "무죄를 선고하고 싶으나 관련법규가 최소한 집행유예를 선고하게 되어있다"는 설명과 함께 집행유예를 선고하였다.
심상정은 전국노동조합협의회가 전국민주노동조합총연맹의 창립을 위해 발전적으로 해체될 때까지 조직국장 등의 역할을 맡아 일했으며 전국민주노동조합총연맹 준비위원으로도 활동하였다.

#### 전국민주노동조합총연맹
1995년 11월 11일 민주노동조합총연맹이 창립되었다. 창립당시 862개의 단위 노조가 민주노총에 가입하였고 조합원 수는 42만여 명이었다. 심상정은 1996년부터 2001년까지 민주금속연맹과 금속산업연맹의 사무차장을 역임하였다. 이후 금속연맹은 산업별 노동조합인 전국금속노동조합으로 발전하였다. 심상정은 전국금속노동조합에서도 계속하여 사무처장을 역임하였다.
전국금속노동조합은 2003년 대한민국 최초로 산별중앙교섭을 통해 노동조건 개선 및 임금삭감없는 주 5일 근무제를 합의하였다. 심상정은 금속노동조합의 일을 하면서 "철의 여인"이란 별명을 얻었다.
2003년, 심상정은 그해 9월 금속노조 사무처장직을 물러나 진보정치 운동을 시작하였다.

### 정치 활동

#### 정계 입문
노동운동가로서의 인생을 살아온 심상정은 2004년 민주노동당 소속 17대 국회의원 비례대표로 25년의 노동운동 끝에 진보정당 국회의원이 되었다. 심상정을 비롯한 노동운동 출신의 국회의원 배출은 원내에 진보정치의 교두보를 마련한 것으로 평가되었다.

#### 민주노동당 시절
2004년 국회 재경위원회와 운영위원회에 소속되었다. 2007년 국회 재경위원회, 예결산특별위원회, 한미FTA특별위원회에서 활동하였다. 활동기간동안 심상정은 다른 민주노동당 의원들과 더불어 기존 거대 정당의 국회의원들을 견제하는 역할을 한 것으로 평가되고 있다.
2007년 대선에서 심상정은 권영길, 노회찬과 함께 당내 경선을 치른다. 여기에서 심상정은 노회찬을 누르고 2위로 결선투표에 나섰지만 결선에서도 2위에 그쳐 민주노동당 대선후보가 되지 못한다. 2007년 대선이 끝나고 2002년 대선, 2004년 총선보다 저조한 득표율을 기록한 것과 관련 당 지도부가 사퇴하자, 2008년 1월 12일부터 민주노동당 비상대책위원회 위원장으로 활동하였다.

#### 소유 지배구조에 대한 비판
제17대 국회 활동기간 동안 심상정은 대한민국의 재벌 중심 경제 구조를 비판하였다. 우선 심상정은 삼성을 비롯한 순환출자의 문제점을 지적하였다. 심상정은 민주노동당의 기관지 《이론과 실천》에 〈삼성 공화국의 소유 지배구조와 정경유착〉이라는 논문을 기고하여 삼성의 순환출자에 의한 지배구조는 대한민국의 기업시장을 왜곡하고 건전한 경쟁을 가로막고 있다고 지적하면서 순환출자의 금지는 대한민국 헌법 제119조 2항의 경제 민주화 조항에 부합하는 것이라 주장였다.

#### 금산법 개정 활동
2005년 심상정은 금융산업의 구조개선에 관한 법률(금산법)의 개정을 놓고 삼성 등 재벌을 옹호하는 보수정치권과 정면으로 대결하게 되었다. 금산법은 금융산업에 대한 재벌의 지배를 방지하기 위해 1997년 1월에 제정되었다. 그러나 법 제정 당시 위반에 대한 벌칙과 시정조치 등 필요한 법조항이 누락되어 심각한 결함을 지니고 있었다. 2000년 금산법 위반에 대해 "1년 이하의 징역 또는 1천만원 이하의 벌금"을 부과하는 벌칙 조항을 신설했다. 2004년 4월 금융감독위원회의 조사 결과 11개의 금융기관이 계열사의 지분을 초과소유하고 있는 것이 드러나자 심상정 등 26명의 국회의원은 삼성생명, 삼성카드 등의 초과 소유분에 대해 5년 이내에 강제매각하는 조치를 담은 금산법 개정안을 발의하였다.
금산법 개정안은 정치권에서 격렬한 논쟁을 불러일으켰다. 당시 여당이었던 열린우리당을 포함한 보수정치권에서는 삼성만을 분리하여 다루자고 주장하거나 금산법 개정자체가 위헌요소가 있다는 식으로 삼성을 옹호하였다. 2005년 7월 심상정은 CBS 라디오와의 인터뷰에서 당시 삼성이 전방위 로비를 펼치고 있어 금산법 개정이 연기되고 있다고 제기하였다.
| “ | 삼성의 막강한 인맥관리는 타의 추종을 불허합니다. 국회 안에서도 삼성의 막강한 로비팀이 운영되고 있다는 것은 누구나 알고 있는 사실입니다. | ” |
|   | — 심상정, 2005년 |   |

당시 다른 기업의 경우 자발적으로 금산법 위반상황을 해소하였고 삼성계열의 금융회사만이 법 위반상태를 유지하였기 때문에 이는 결국 보수정치권 전체가 삼성을 비호한 셈이 되었다. 그 결과 개정된 금산법으로 삼성전자가 받은 의결권 제한 지분수는 1.09%에 불과하였다. 2006년 12월에 금산법 개정안이 국회에서 의결되었다.
2007년 심상정은 '삼성금융계열사의 금융지주회사 전환 로드맵'을 공개하였다. 이 내부문건은 2005년 5월 삼성금융연구소에서 작성하고, 삼성생명·삼성카드 등 그룹의 금융부문 최고위 기구인 삼성 금융사장단 회의에서 채택한 것으로 알려졌다. 이 문건은 삼성이 금산법 개정을 막기 위해 조직적으로 여론 조작을 시도했음을 시사하고 있다.

#### 부동산 개발에 대한 비판
전국경제인연합회(전경련)는 오랫동안 기업도시의 건설을 주장해 왔다. 2005년 전경련은 〈기업도시 특구 지정을 위한 특별법〉의 재정을 요구하였다. 전경련이 요청한 기업도시 특별법은 각종 토지 규제를 완화하고 도시 이름에 기업명을 사용할 수 있도록 하며 기반 시설은 정부와 지방자치단체의 부담으로 확충하도록하면서도 기업의 조세는 자유무역특구 수준으로 완화하고 "노동유연성"을 보장해달라는 내용이었다. 이에 심상정은 "전무후무한 재벌 종합선물세트"를 요구한다고 비판하였다.

#### 비상대책위원회 위원장
제17대 대통령 선거의 패배를 놓고 민주노동당은 깊은 내분으로 치닫게 된다. 2008년 1월 12일 민주노동당은 대선 후보 경선에서 당 안팎의 예상을 깨고 박빙의 경쟁을 펼쳤던 심상정 의원에게 당 중앙위원회의 결정을 통해 비상대책위원회의 권한을 부여한다.

##### 민주노동당 혁신론
심상정 의원은 민주노동당 비상대책위원회 위원장으로 취임하면서 민주노동당의 전면적 혁신을 제기한다.
당시 심상정 비대위 위원장은 첫째, 민주노동당의 낡은 요소의 과감한 혁신, 둘째, 강력한 진보야당 건설, 셋째, 민주노동당의 외연 확대를 3대 목표로 제시한다. 그러나 심상정 위원장의 혁신과 변화를 위한 노력은 당내 두 패권세력(NL 자주파, PD 평등파)의 사상대립을 극복하기에는 역부족이었다. 이른바 PD 진영의 일부로 구성된 선도탈당파는 민주노동당 실패의 원인을 이른바 종북주의로 규정하며 탈당 운동을 주도하고, 반대로 당내 다수파인 NL파는 일심회 해당행위자 제명을 국가보안법에 무릎을 꿇는 것으로 규정하며 적극적으로 비대위의 혁신노력을 비토한다. 심상정 위원장은 민주노동당 패배의 원인은 민중의 눈높이에 선 실천 능력을 가진 진보 정치의 부재로부터 풀어야 함을 역설하며 두 패권 그룹간의 갈등을 넘어서고자 했지만, 역부족이었다.

##### 혁신안 부결과 분당
이후 2008년 2월 3일의 당대회에서 비대위원회의 혁신안은 부결되었다. 이로써 심상정의 입지가 약해져 민주노동당은 걷잡을 수 없는 분열과 갈등의 길로 들어가게 되고, 분당이 현실화되었다.

### 2008년 18대 국회의원 총선거 출마

진보신당 창당대회

심상정 대표는 이후 진보신당을 통해 2008년 국회의원 총선에서 고양시 덕양구 갑에 출마하였다. 심상정 대표는 총선에서 핀란드식 교육 혁신, 능력있는 진보 정치를 중심 공약으로 제시하며 선전하였으나 개표 결과 한나라당 손범규 후보에 6% 밀려, 총 투표수의 37%를 득표하는 결과로 재선에 실패했다.

#### 2008년 촛불집회
2008년 대한민국 미국산 쇠고기 수입 협상 논란의 와중에 제2차 쇠고기 수입협상 타결 소식이 전해지자 많은 사람들이 2008년 대한민국의 촛불 시위 대열에 합류하게 되었다. 심상정은 이명박 정부의 미국 쇠고기 수입 결정이 "원치 않아도 고시에 의해 수입된 쇠고기를 먹을 수밖에 없고 이로 인해 '인간광우병'을 발생시킬 가능성이 현저히 증가하기 때문에 헌법이 보장한 생명권, 신체불훼손권, 행복추구권, 보건권을 침해하는 것이다"라고 지적하며 수입 반대의사를 밝혔다.

### 2012년 제19대 국회의원 총선거 출마와 당선
2012년 제19대 국회의원 총선에서 야권 단일후보로 경기도 고양시 덕양갑에 출마하였다. 공약으로는 비정규직의 정규직화와 보편적 복지 등을 내걸었다. 선거 결과 새누리당 손범규 후보를 170여표 차로 물리치고 당선되었다. 특히, 개표 97%까지 새누리당 손범규후보에게 200여표가량 뒤지는 양상을 보였지만 막판 해외 부재자 투표자 개표에서 극적으로 역전하여 170표 차이로 승리를 거머쥐었다. 이는 2012년 제19대 국회의원 총선거에서 가장 적은 득표수 차이이다. 또한, 수도권 최초의 진보정당 지역구 국회의원이 되었다.

### 통합진보당 부정 경선과 진보정의당 창당
통합진보당은 경선을 통해 몇몇 당원들을 주요 자리에 배치시켰다. 하지만 이 과정에서 많은 부정을 저질렀고, 이를 통해 분열의 조짐을 보이기 시작했다. 심상정은 노회찬, 유시민, 조준호 등과 함께 통합진보당의 재창당을 추진했는데, 2012년 8월 7일 이석기, 김재연 의원의 의원총회 제명이 부결된 이후 ‘진보적 정권교체와 대중적 진보정당을 위한 혁신추진모임’(약칭: 진보정치혁신모임)을 결성하여, 본래의 통합진보당과의 결별에 의견을 모았다. 통합진보당 강기갑 대표는 분당을 막기 위해 이석기, 김재연 의원의 자진사퇴, 5·12중앙위원회 폭력사태를 일으킨 당사자들의 사과와 사퇴, '구 당권파'의 백의종군을 요구하였고, 진보정치혁신모임은 '구 당권파'에게 이를 받아들일 것을 요구하였으나, '구 당권파'는 이를 거부하였다.
결국 2012년 9월 10일에 강기갑 대표의 사퇴와 탈당을 시작으로 권영길, 천영세 전 민주노동당 대표, 이정미, 천호선 최고위원, 강동원, 노회찬, 심상정 의원, 유시민, 조준호 전 공동대표와 지방 의원들의 탈당과 더불어, 진보정치혁신모임은 2012년 9월 16일에 서울특별시 구로구민회관에서 전국대회를 개최하여, ‘새진보정당추진회의’를 결성하였다. 이 자리에서 노회찬 의원, 조준호 전 통합진보당 공동대표를 공동대표로 선출하였다. 2012년 10월 7일에 창당발기인대회에서 진보정의당(약칭 정의당)으로 당명을 확정지었고, 2012년 10월 21일에 창당대회를 열었다.

### 2012년 제18대 대통령 선거 출마
2012년 10월 12일 진보정의당 대선 후보로 단독 등록했으며, 14일 서울 청계천 전태일다리에서 제18대 대통령 선거 출마를 선언하였다. 그녀는 "대한민국에 군림해 온 1% 특권층에 맞서 99% 국민을 위해 싸우는 대통령이 되겠다"고 밝혔다. 2012년 10월 21일 진보정의당 창당 대회가 열렸고, 심상정은 이 날 진보정의당의 대통령 후보로 선출되었다.
하지만 첫 판부터 그녀는 좋지 않았다. 처음부터 여론 조사에서 지지율이 0.3%밖에 되지 않는 등 상당히 낮은 지지율을 기록했다. 이는 진보정의당의 부분적인 전신인 민주노동당의 권영길 후보가 17대 대통령 선거에서 3.0%를 기록한 것 보다도 낮은 수치이다. 이렇게 그녀의 지지율이 낮은 것은 진보정의당의 부분적인 전신인 통합진보당의 분당 과정에서의 극심한 내홍으로 인한 표심 이탈이 주요 원인으로 지목되었다. 그래도 그녀는 민주통합당 문재인 후보, 무소속 안철수 후보와 함께 주요 행사에도 나란히 참석하는 등 야권연대의 파트너로서 우호적인 자세를 유지하였으나, 턱없이 낮은 지지율에 사퇴가 일찌감치 예감되었다.
결국 심상정은 11월 26일, 국회에서 기자회견을 열고 문재인에 대한 지지를 선언한 뒤 사퇴했다. 기자회견에서 그녀는 이렇게 말했다.
"진보정의당 대통령 후보직을 사퇴한다. 저의 사퇴가 사실상 야권 대표주자인 문재인 후보를 중심으로 정권교체 열망을 모으는 계기가 되는 것을 바란다."

### 2016년 제20대 국회의원 총선 출마와 당선
2015년 7월 정의당 대표로 선출된 심상정은 2016년 제20대 국회의원 총선에서 경기도 고양시 갑에 정의당 후보로 출마하여, 새누리당 손범규 후보를 또 다시 누르고 3선에 당선되었다. 진보정당 최초의 3선 국회의원이 되었다.

### 2017년 제19대 대통령 선거 출마

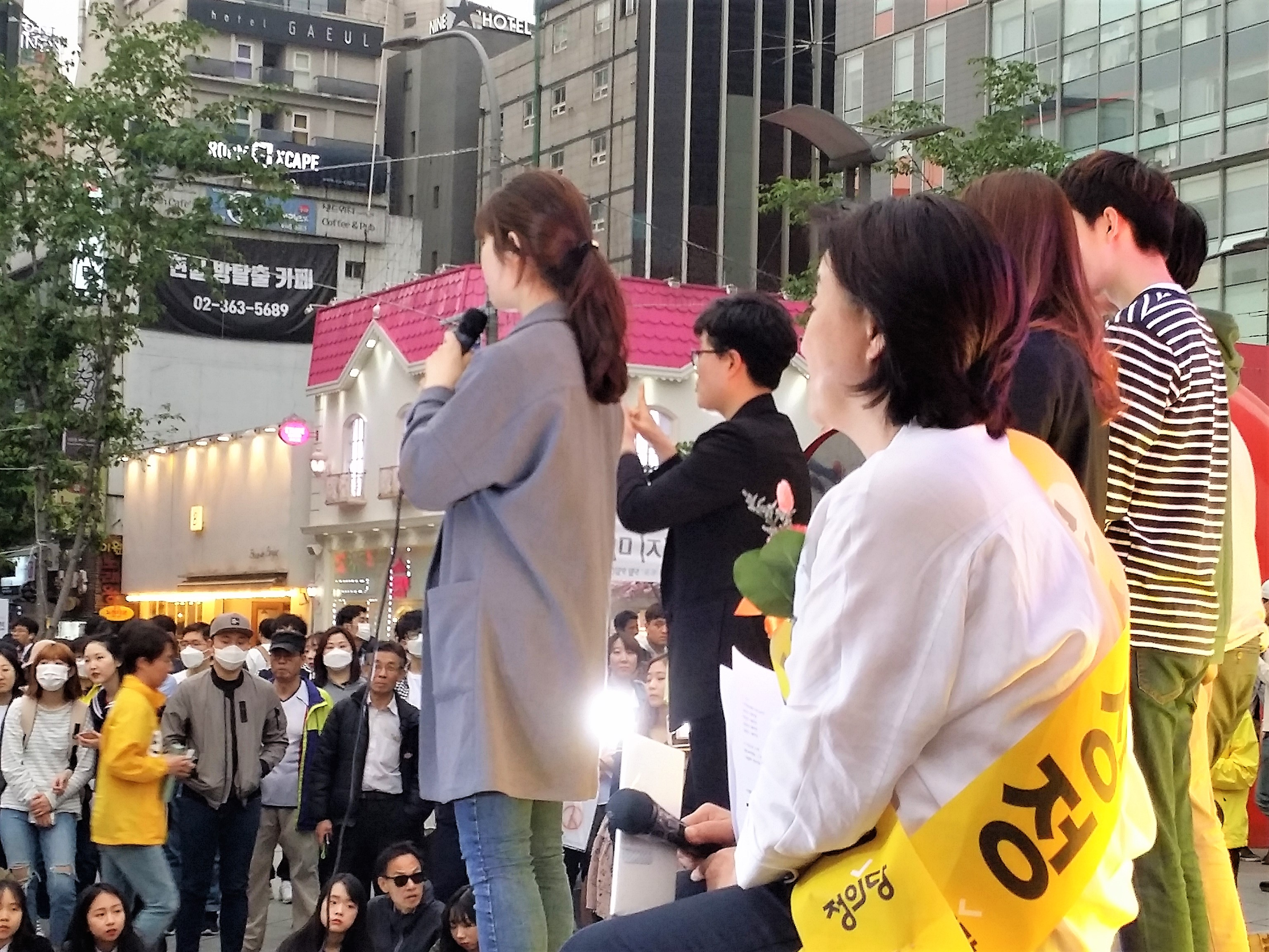
2017년 대선 당시, 심상정 후보가 신촌 스타광장에서 유세하는 모습.

2017년 2월 16일 정의당 제19대 대통령 후보로 선출되었으나 5월 9일 치러진 대통령 선거에서 6.2%의 득표율로 5위로 낙선하였지만, 역대 진보정당 대통령 후보 중 최다 득표였다.

### 2020년 제21대 국회의원 총선 출마와 당선
2019년 7월 정의당 대표로 또 다시 선출된 심상정은 2020년 제21대 국회의원 총선에서 경기도 고양시 갑에 정의당 후보로 출마하여, 미래통합당 이경환 후보와 더불어민주당 문명순 후보를 누르고 4선에 당선되었다. 진보정당 최초의 4선 국회의원이 되었다.
경기 고양 갑 지역구는 제21대 총선에서 미래통합당, 더불어민주당, 정의당 3자 대결로 인하여 당세가 가장 약한 정의당 심후보의 약세가 예상되었다. 예상대로 개표 초반과 중반까지 미래통합당 이경환 후보에 다소 밀리며 고전하다가 후반에 역전에 성공하며 4선에 당선되었다.

### 2021년 10월~2022년 3월 제20대 대통령 선거 출마
2021년 10월 12일 정의당 제20대 대통령 후보로 선출되었다. 이번 대선이 4번째 도전이고 대통령 후보로는 3번째 선출이다. 본 선거에서는 2.37%의 득표율을 기록하면서 3위로 낙선했다.

### 2024년 3월 ~ 2024년 4월 제22대 국회의원 선거 출마
2024년 2월 20일 녹색정의당 원내대표로 선출된 심상정은 2024년 4월 10일에 열릴 제22대 국회의원 총선에서 경기도 고양시 갑에 녹색정의당 후보로 출마했다.
그러나 김성회, 한창섭에게 밀려 3위에 그쳐 낙선했고, 이에 따라 5선에 실패했다. 거기에 녹색정의당은 비례대표로도 조국혁신당 등에 밀려 단 1석을 얻지 못해, 원외 정당으로 밀려났다.
결국 선거 다음 날인 2024년 4월 11일에 정계 은퇴를 선언했다.

## 경력
- 1980년 서울대학교 초대 총여학생회장(서울대학교 최초로 총여학생회 창설)[1]
- 1980년~1981년 구로공단 남성전기 노동조합 교육부장
- 서울대학교 사범대학 역사교육과 졸업
- 구로공단 대우어페럴 미싱사로 일하면서, 노조를 결성하고 노조쟁의를 한 죄로 수배됨(결국, 법원에서 징역 1년 집행유예 2년형을 선고받음)
- 1985년~1986년 서울노동운동연합 중앙위원회 위원장
- 전국노동조합협의회 쟁의부장•쟁의국장•조직국장
- 전국민주노동조합총연맹 민주금속연맹•금속산업연맹 사무차장
- 2000년~2002년 전국금속노동조합 사무처장
- 2000년 민주노동당 대의원, 중앙위원
- 2000년~2002년 민주노동당 전당대회 부의장
- 2004년~2008년 제17대 국회의원 (비례대표, 민주노동당)
- 2004년~2006년 민주노동당 원내수석부대표
- 2006년~2007년 제17대 국회 한미FTA 특별위원회 위원
- 2006년~2007년 민주노동당 한미FTA 저지 특별위원회 위원장 · 민주노동당 삼성비자금 특별대책본부 본부장
- 2007년 제17대 대통령 선거 민주노동당 후보 경선 2위
- 2007년 제17대 대통령 선거 민주노동당 중앙선거대책위원회 공동 위원장
- 2008년 민주노동당 비상대책위원회 위원장 (당대표)
- 2008년~2009년 진보신당 초대 공동 상임 대표
- 2008년 제18대 국회의원 선거 진보신당 중앙선거대책위원회 공동 상임 위원장
- 심상정 마을학교 이사장
- 정치바로 아카데미 원장
- 2010년 제5회 지방선거 경기도지사 진보신당 후보 (후보직 사퇴하고 유시민 야권단일후보 지지)
- 2010년~2011년 진보신당 상임 고문
- 2011년 10월 서울특별시장 재보궐선거 박원순 야권단일후보 선거대책위원회 공동 위원장
- 2011년 새진보통합연대 초대 공동 상임 대표
- 2011년~2012년 통합진보당 초대 공동 대표 겸 중앙위원회 의장[37][38][39]
- 2012년 제19대 국회의원 선거 민주통합당•통합진보당 야권단일 중앙선거대책위원회 공동 상임 위원장
- 2012년~2016년 제19대 국회의원(경기 고양시 덕양구 갑, 재선, 국회 환경노동위원회 위원, 통합진보당→진보정의당→정의당)
- 2012년 통합진보당 원내대표[40]
- 2012년 제18대 대통령 선거 진보정의당 후보 (후보직 사퇴하고 문재인 야권단일후보 지지)[41][42][43]
- 2013년 6월~2013년 7월: 진보정의당 원내대표[44]
- 2013년 7월~2015년 6월: 정의당 원내대표
- 2015년 7월~2015년 11월: 정의당 당대표[45]
- 2015년 11월~2017년 7월: 정의당 상임 대표
- 2016년 제20대 국회의원 선거 정의당 중앙선거대책위원회 공동 상임 위원장
- 2016년 5월~2020년 5월: 제20대 국회의원 (경기 고양시 갑, 3선, 정의당)
- 2017년 2월~2017년 5월: 제19대 대통령 선거 정의당 후보 (역대 진보정당 대통령 후보 중 최다 득표)
- 2018년 10월~2019년 7월: 제20대 국회 후반기 정치개혁특별위원회 위원장
- 2019년 7월~2020년 10월: 정의당 당대표
- 2020년 3월 11일~2020년 4월 16일: 제21대 국회의원 선거 정의당 중앙선거대책위원회 상임 위원장[46][47]
- 2021년 10월 12일~2022년 3월 9일: 제20대 대통령 선거 정의당 후보
- 한국여성의정 공동대표
- 2024년 2월 20일~ 2024년 4월 11일 녹색정의당 원내대표
- 2024년 3월 20일 ~ 2024년 4월 10일 : 제22대 국회의원 선거 녹색정의당 중앙선거대책위원회 공동 상임 위원장

## 전과
- 폭력행위등처벌에관한법률위반: 징역 1년 집행유예 2년 - 1993년 11월 23일 선고[48]
- 일반교통방해, 집회및시위에관한법률위반: 벌금 100만원 - 2003년 4월 17일 선고[48]

## 저서
- 《난 네 편이야》, 인플루엔셜(2017) ISBN 9791186560563
- 《실패로부터 배운다는 것》, 웅진지식하우스(2013) ISBN 9788901158884
- 《당당한 아름다움》, 레디앙(2008) ISBN 89-959952-2-X

- 공저
  - 《하나의 대한민국, 두 개의 현실: 미국의 식민지 대한민국, 10 vs 90의 소통할 수 없는 현실》, 시대의창(2007) ISBN 89-59-40081-5
  - 《인생기출문제집》, 북하우스(2009) ISBN 89-5605-387-1
  - 《심상정, 이상 혹은 현실》, 행복한책읽기(2010) ISBN 89-89571-63-4

## 방송
- 2012년 《100분 토론》 539회(MBC)
- 2012년 《백지연의 피플 INSIDE》 212회(tvN)
- 2016년 《2016 희망TV SBS - 희망노래방 부기부기》(SBS)
- 2017년 《SBS 스페셜》(SBS)
- 2017년 《행복난민》(tvN)

## 심상정 모티브

### 예능
- SNL 코리아(tvN) - 이세영

## 같이 보기
- 정의당
  - 이정미
  - 류호정
  - 장혜영
  - 강은미
  - 배진교
  - 이은주
- 진보정의당
  - 유시민
  - 권영길
  - 천영세
  - 노회찬
  - 조준호
  - 천호선
- 통합진보당
  - 이정희
- 진보신당 연대회의
  - 노회찬
- 민주노동당
  - 권영길
  - 강기갑
  - 단병호
  - 일심회 사건
- 대한민국 제17대 국회의원 선거 민주노동당 후보 목록#비례대표
- 고양시 덕양구 갑
- 고양시 갑
- 고양시의 국회의원
- 고양시 덕양구의 국회의원
- 고양시 일산서구의 국회의원
- 대한민국 제17대 대통령 선거
- 대한민국 제19대 대통령 선거
- 대한민국 제20대 대통령 선거

## 역대 선거 결과
|  | 13.03% |

|  | 37.67% |

|  | 0% |

|  | 49.37% |

|  | 52.97% |

|  | 6.17% |

|  | 39.38% |

|  | 2.37% |

|  | 18.41% |

## 소속 정당
| 소속 정당 | 소속 정당      | 소속 기간 | 비고                |
| --------- | -------------- | --------- | ------------------- |
|           | 민주노동당     | 2003~2008 | 정계 입문           |
|           | 무소속         | 2008      | 탈당                |
|           | 진보신당       | 2008~2011 | 창당                |
|           | 새진보통합연대 | 2011      | 창당준비위원회      |
|           | 통합진보당     | 2011~2012 | 창당                |
|           | 무소속         | 2012      | 탈당                |
|           | 진보정의당     | 2012~2013 | 창당                |
|           | 정의당         | 2013~2024 | 당명 변경           |
|           | 녹색정의당     | 2024      | 당명 변경 정계 은퇴 |
|           | 정의당         | 2024~2025 | 당명 변경           |
|           | 민주노동당     | 2025      | 당명 변경           |
|           | 정의당         | 2025~현재 | 당명 변경           |